# Francesco Maglione
Francesco Saverio Maglione (19 luglio 1954) è un dirigente sportivo e avvocato italiano.

## Biografia
È il figlio del presidente, nonché proprietario, del Melfi Calcio Giuseppe Maglione, imprenditore lucano che ha portato il Melfi tra i professionisti.

## Carriera
Avvocato penalista, esercitò la professione fino ai primi anni novanta. Iniziò la carriera di dirigente sportivo nel 1993, come direttore generale della Juve Stabia, in Serie C1, essendo il legale del presidente Roberto Fiore. Il club perse la finale play-off contro la Salernitana per l'accesso in Serie B. Nel 1994 passò alla Nocerina, dove restò per un quadriennio, in cui rivesti la carica di presidente e di direttore generale. Sotto la sua guida i rossoneri vinsero il campionato di Serie C2 1994-95. Nel 1996-97 il club perse la finale di Coppa Italia di Serie C contro il Como e nella competizione nazionale arrivò fino agli ottavi di finale, costringendo la Juventus allo spareggio per il passaggio del turno. L'anno successivo il club perse la finale play-off per la Serie B contro la Ternana. Alle sue dipendenze ebbe come allenatori Luigi Delneri e Gianni Simonelli, mentre fu il talent scout di Gennaro Iezzo. Terminata l'avventura con i rossoneri, nel 1998 ricoprì per un breve periodo la carica di direttore generale del Trapani, in Serie C2. Lasciato l'incarico passò al Savoia di Torre Annunziata come direttore generale, al posto di Pietro Leonardi, dove costruì un undici capace di riportare il club oplontino in Serie B dopo oltre 50 anni. Nel 2000 è il General manager del Taranto in Serie C2 dove ottiene la promozione in Serie C1. Nel 2003, a campionato in corso, passa al Giugliano, in serie C2, dove resterà fino al 2005. In questo periodo è il talent scout di Giuseppe Vives. La squadra che costruisce ottiene il miglior piazzamento di sempre nella storia del club, con il 4º posto del 2004-2005. Nel 2006 assume la carica di direttore generale dell'Avellino, contribuendo alla promozione degli irpini in serie B. L'anno seguente assume lo stesso incarico, stavolta al Benevento, in Serie C2, dove costruisce ancora un undici vincente, riportando i sanniti in Serie C1. Nel 2008 ritorna in Irpinia, in Serie B, ma non riesce ad evitare la retrocessione dei campani in Serie C1. Nel 2009, conseguito il diploma di direttore sportivo presso il Centro tecnico federale di Coverciano, assume l'incarico di Direttore Generale del Bologna fino al 2012 con la Proprietà di Renzo Menarini. Nel biennio 2015-2017 diviene Consigliere Direttivo della Lega Pro con l'avvento della Presidenza Gabriele Gravina ricoprendo il ruolo di Vice Presidente fino al 30 Giugno 2017.Ricopre, dall'anno successivo, il ruolo di Direttore Generale del Catanzaro Calcio

## Calcio scommesse
Nel 1993, informa gli investigatori della FIGC, del tentativo di combine tra Siracusa e Perugia.

## Curiosità
Nel 2013 sale all'onore delle cronache per una presunta truffa ai danni della società che gestisce la Tangenziale di Napoli. L'accusa era quella di insolvenza fraudolenta, ma alla fine si svelò che si trattava di un caso di omonimia.